# Tambaur-cum-Ahmadabad
Tambaur-cum-Ahmadabad è una suddivisione dell'India, classificata come nagar panchayat, di 19.683 abitanti, situata nel distretto di Sitapur, nello stato federato dell'Uttar Pradesh.